# Bodolus
Bodolus, también llamado Bodol o Bodalus († después de 749), conde en Alsacia. Es el hijo del conde Hugo; nieto del duque Eticho. Miembro de la familia noble de los Eticónidas. 

## Biografía
Un cartulario del siglo XV concerniente al monasterio de Honau y titulado Bisthumb Honaw, identifica a Bodolus como hijo de Hugo y menciona su descendencia: Hugo genuit duos filios: Bodolem et Bleonem. Bodol autem genuit duas filias: Ruchuinam et Adalam.
Bodolus es conocido por una donación que hace el 18 de diciembre de 747: Bodalus filius Hugone quondam dona al monasterio de Münster im Gregoriental por la salud de su alma y por el alma de su hijo Gherhanho sus bienes en Heidolsheim (Hodulfeshaim).
El 12 de octubre de 749, mediante documento fechado en Surburg, Bodolus cede al monasterio de Honau la parte de esta isla heredada de su padre Hugo (genitor meus nomine Hugo quondam).
La hija de Bodolus, la monja Adala (Adala filia Bodali, Deo sacrata), dona el 18 de agosto de 754 al monasterio de Hornbach, dirigido por el obispo Jacobus, sus bienes situados in pago Alsacense en Wasselonne, (Wazzeleneheim) y Elbersweiler (Elpherwilere) que provenían de la herencia de su padre Bodalus. Probablemente se trata de la misma Adala mencionada en 778 como abadesa de Eschau y reconocible como la Adalane abbatissa que en un documento del 13 de julio de 783 aparece como propietaria de un viñedo en Sigolsheim.
La segunda hija de Bodolus, Ruchuina; es probablemente la religiosa Dei Roduna, antigua copropietaria con Adala de la isla de Eschau en el acta citada en 778.

## Matrimonio y descendencia
El nombre de la esposa de Bodolus se desconoce. Bodolus y su mujer tuvieron tres hijos:
1. Gerhan († antes de 747)
2. Adala; abadesa de Eschau
3. Ruchuina